# 민속 예술

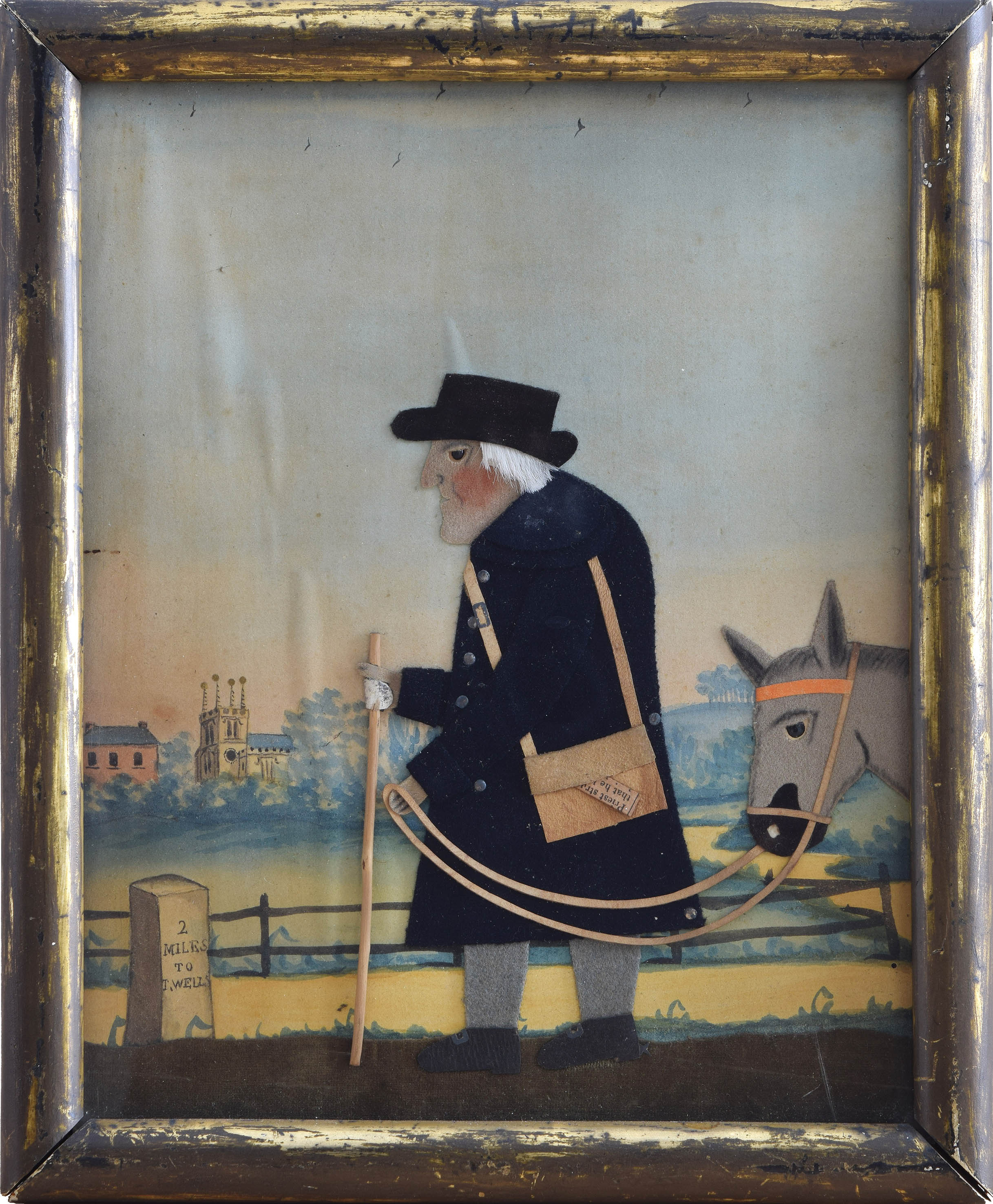

포크 아트(folk art)는 민속예술, 전통예술 등으로 표현할 수 있는데, 주로 대중 또는 서민이 이용하는 모든 형태의 소박한 시각 예술이다.

## 역사
포크아트는 서양권의 민속예술을 광범위하게 지칭하는 용어로 16세기에서 17세기에 걸쳐 유럽의 서민계층에서 가구나 일상용품을 아름답게 장식하기 위하여 시작되었다.

## 소재
포크아트는 서민들이 이용하는 가구나 철재품, 유리, 직물, 도자기, 캔버스, 시멘트등 여러 가지 소재에 적용되고 있다. 즉 특별한 소재에 한정되지 않고 서민들의 일상생활용품들이 예술 표현의 소재가 된다.

## 같이 보기
- 민화
- 소박파
- 아웃사이더 아트
- 잠비아